# George Álvares Maciel
George Álvares Maciel (Belo Horizonte, dia 17 de setembro de 1920 - Rio de Janeiro, 15 de março de 1999) foi um diplomata brasileiro. Representou o Brasil na Organização dos Estados Americanos e na Organização das Nações Unidas. Aposentado em 1987, passou a atuar como chefe do Grupo Negociador sobre Salvaguardas da Rodada Uruguai do GATT.